# H'uraru Corona
La H'uraru Corona è una struttura geologica della superficie di Venere.